# Залізниця Ангрен — Пап
Залізнична лінія Ангрен — Пап — електрифікована залізнична лінія на сході Узбекистану. Забезпечує додаткове транспортне сполучення, крім дороги через перевал Камчик, покращуючи зв'язок Ферганської долини з рештою Узбекистану. Загальна вартість проекту склала $1,9 млрд. Лінія відкрита 22 червня 2016 року Пасажирський рух відкрито 1 вересня 2016 року
Електрифікована залізнична лінія завдовжки 123 км з'єднала існуючі залізничні станції в Ангрені і Папі, за для створення прямого маршруту між містами Ташкент і Наманган. Нова залізниця дозволяє Узбекистану відмовитися від старої лінії, що прямує Согдійською областю Таджикистану, економлячи Узбекистану щорічно $ 25 млн за транзит тереном Таджикистану. Проект обійшовся у $ 1,9 млрд і був побудований за п'ять років. Будівництво розпочалося у липні 2013 р. У вересні 2013 року China Railway Group Limited підписала контракт на будівництво вартістю $ 455 млн.
Проект фінансувався урядом Узбекистану і міжнародними кредиторами. У травні 2014 року експортно-імпортний банк Китаю оголосив, про надання кредиту Узбекистану на $ 350 млн для фінансування китайської частини контракту будівництва тунелю У лютому 2015 року Світовий банк підтвердив, що надає кредит Узбекистану на US $ 195 млн для будівництва залізниці Ангрен-Пап.
Складовою частиною залізниці є Камчицький тунель, найдовший тунель Центральної Азії та 2,1 км мостів.
Залізниця прямує долиною річки Ахангаран, далі Ангренським вугільним басейном перетинає Ахангаран нижче Ахангаранської греблі і ще 25 км прямує долиною річки до північного порталу Камчицького тунелю. Потяг минає тунель завдовжки 19,2 км приблизно за 16 хвилин. Південний портал лежить з боку Ферганської долини. Далі залізниця прямує через кишлак Чадак, загалом 30 км від південного порталу до власне Ферганської долини і повертає на схід, досягаючи міста Пап, звідки є стара залізниця Коканд — Наманган